# Lestremia inexpectata
Lestremia inexpectata är en tvåvingeart som beskrevs av Boris Mamaev 1986. Lestremia inexpectata ingår i släktet Lestremia och familjen gallmyggor.
Artens utbredningsområde är Turkmenistan. Inga underarter finns listade i Catalogue of Life.